# Världsdagen för pressfrihet
Världsdagen för pressfrihet är temadag firas den 3 maj varje år och har till syfte att hedra de uppoffringar som gjorts runt om i världen för pressfrihet. Dagen ska också påminna regeringar om deras skyldighet att upprätthålla yttrandefriheten som återfinns i artikel 19 i FN:s deklaration om de mänskliga rättigheterna. Dagen utropades 1993 av FN:s generalförsamling. Anledningen till att den firas den 3 maj är att det är årsdagen av Windhoekdeklarationen som godkändes i Windhoek den 3 maj 1991. Deklarationen värnar om en självständig och pluralistisk press.